# Nyírparasznya
Nyírparasznya is een plaats (község) en gemeente in het Hongaarse comitaat Szabolcs-Szatmár-Bereg. Nyírparasznya telt 941 inwoners (2001).